# Vorarlberg
Vorarlberg är ett förbundsland i västra Österrike, som gränsar till Tyskland, Schweiz och Liechtenstein samt förbundslandet Tyrolen. Huvudstad är Bregenz som till skillnad från alla andra förbundslandshuvudstäder inte är den största staden i förbundslandet. Befolkningen uppgår till knappt 380 000 invånare. Därmed är Vorarlberg Österrikes näst minst befolkade förbundsland.
Förbundslandet ligger i alperna och har flera vintersportorter och turismen är en viktig näringsgren.
De största städerna är Dornbirn, Feldkirch och Bregenz. Andra större orter är Lustenau, Hohenems, Bludenz, Hard, Rankweil och Götzis.
Vorarlberg består av ett antal regioner som härrör från de olika dalgångarna. Några av dessa regioner är:
- Bregenzerwald
- Großes Walsertal
- Kleinwalsertal
- Klostertal
- Montafontal
- Rheintal
- Silbertal
- Tannberg
- Walgau

## Administrativ indelning
Vorarlberg delas in i fyra distrikt med sammanlagt 96 kommuner:
- Bludenz (29 kommuner)
- Bregenz (40 kommuner)
- Dornbirn (3 kommuner)
- Feldkirch (24 kommuner)